# シネマナビゲーション
『シネマナビゲーション』は、2003年6月21日（20日深夜）から長崎文化放送で放送されている映画情報番組である。当初は『シネマ・ナビ』というタイトルのミニ番組であった。
週に1回のペースで放送されていた『シネマの嵐』とは異なり、本番組は月に1回のペースで放送。2021年時点での放送時間は原則として毎月第3土曜 1:50 - 2:05（金曜深夜、日本標準時）。

## 歴代出演者
括弧内の肩書きは、番組出演当時のものを記載。
- 岸本哲也（長崎文化放送アナウンサー） - 『シネマ・ナビ』時代に出演[3]。
- 前田真里（長崎文化放送アナウンサー）[4][5]
- 吉田いつか（リップマークス所属タレント）[6]
- Mika[7]
- Mai[8]
- 徳光真美（長崎文化放送アナウンサー）[9]
- 北浦静香（長崎文化放送アナウンサー）[10]
- 宮﨑真実（長崎文化放送アナウンサー）[11]

## 放送時間
- 原則として毎月第3土曜 1:50 - 2:05（金曜深夜）

※2021年秋以降は不定期放送となり、2022年は5月21日（土曜・20日金曜深夜）に放送された。それ以降は不定期で放送されているが、2023年以降の放送については放送実績がほとんどない。